# باد ويبستر
باد ويبستر (بالإنجليزية: Bud Webster)‏ (27 يوليو 1952، روانوك في الولايات المتحدة - 13 فبراير 2016)؛ روائي أمريكي. درس في جامعة فرجينيا كومونولث.